# Парадайз Сорури
Paradise Sorouri — первая афганская женщина-рэпер. Известна своими песнями против насилия в отношении женщин в Афганистане и в целом.
Родившись в Иране, в начале 2000-х она вернулась в Афганистан со своей семьей. Она и её спутник Дайверс отправились в Таджикистан и записали там несколько песен. Она поет за свободу женщин в Афганистане. Её творчество осуждает насилие в отношении женщин и условий их жизни. Она подверглась угрозам и физическим нападениям за свою музыку и взгляды. О ней и о её партенре Дайверсе был снят документальный фильм под названием «Rebel Beats».